# Casa Calabuig
La casa Calabuig se encuentra situada en la calle Ingeniero Manuel Soto número 1 chaflán con la avenida del Puerto número 336 de Valencia (España). De estilo modernista valenciano, fue construida entre los años 1906 y 1909.

## Edificio
Su construcción se inició en 1906 a instancias de Enrique Calabuig, según proyecto del maestro de obras Juan Bautista Gosálvez Navarro. Se encuentra ubicada junto al edificio del Reloj del puerto de Valencia.
De dimensiones amplias, el edificio consta de planta baja, cuatro alturas y un ático de menores dimensiones. Destaca en su fachada los miradores cuatripartitos de la segunda y tercera altura y la ornamentación floral modernista tanto en la fachada como en las barandillas de los balcones en hierro forjado. Está rematado por un frontón con óculo que realza la fachada, también con decoración floral.
La planta baja, durante más de 100 años, estuvo ocupada por la conocida Casa Calabuig, un café-bar muy popular, especialmente entre los marineros y los trabajadores del puerto de Valencia que solían reponer fuerzas y hacer sus tertulias. En noviembre de 2015 cerró sus puertas tras el fallecimiento de su propietario, Juan Brotons.
En la actualidad el establecimiento hostelero ha reabierto con el nombre de Nueva Casa Calabuig a instancias de un antiguo empleado del café original. El edificio fue adquirido en 2017 por un grupo de inversores.